# 1996 w nauce

## Astronomia
- Gerry Neugebauer – Nagroda Henry Norris Russell Lectureship przyznawana przez American Astronomical Society.
- Roger A. Chevalier – Nagroda Dannie Heineman Prize for Astrophysics przyznawana przez American Astronomical Society.

## Nagrody Nobla
- Fizyka – David Morris Lee, Douglas Dean Osheroff, Robert C. Richardson
- Chemia – Robert Curl, Harold Kroto, Richard Smalley
- Medycyna – Peter Doherty, Rolf Zinkernagel